# Szaniawa-Matysy (gromada)
Szaniawa-Matysy (alt. Szaniawy Matysy) – dawna gromada, czyli najmniejsza jednostka podziału terytorialnego Polskiej Rzeczypospolitej Ludowej w latach 1954–1972.
Gromady, z gromadzkimi radami narodowymi (GRN) jako organami władzy najniższego stopnia na wsi, funkcjonowały od reformy reorganizującej administrację wiejską przeprowadzonej jesienią 1954 do momentu ich zniesienia z dniem 1 stycznia 1973, tym samym wypierając organizację gminną w latach 1954–1972.
Gromadę Szaniawa-Matysy z siedzibą GRN w Szaniawach-Matysach (w obecnym brzmieniu Szaniawy-Matysy) utworzono – jako jedną z 8759 gromad na obszarze Polski – w powiecie łukowskim w woj. lubelskim na mocy uchwały nr 13 WRN w Lublinie z dnia 5 października 1954. W skład jednostki weszły obszar dotychczasowej gromady Szaniawa-Matysy ze zniesionej gminy Gołąbki oraz obszar dotychczasowej gromady Szaniawa-Poniaty ze zniesionej gminy Celiny w tymże powiecie. Dla gromady ustalono 13 członków gromadzkiej rady narodowej.
1 stycznia 1960 gromadę zniesiono, włączając jej obszar do gromad Trzebieszów (wieś Szaniawy Poniaty) i nowo utworzonej Aleksandrów (wieś Szaniawy Matysy) w tymże powiecie.